# Bart Swings
Bart René M. Swings (Leuven, 12 februari 1991) is een Belgisch inline-skater en langebaanschaatser. Anno 2023 staat hij twaalfde op de Adelskalender met 146,361 punten. Swings bereikte zijn grootste overwinningen in de discipline van de massastart: vijfmaal de Wereldbeker-eindzege, driemaal Europees kampioen (2020, 2022, 2024), tweemaal wereldkampioen (2023, 2024) en een gouden medaille op de Olympische Winterspelen van 2022. Dit was de eerste gouden medaille voor België op de Olympische Winterspelen sinds 1948 en het allereerste Belgisch Olympisch goud ooit bij het snelschaatsen. In 2018 in Pyeongchang haalde Swings al Olympisch zilver op hetzelfde onderdeel.

## Biografie
Swings ontwikkelde een sterke carrière in het inline-skaten. Al bij de junioren behaalde hij tal van internationale kampioenstitels. Veel titels won hij van Koen Verweij, die slechts één jaar ouder is. Sinds 2009 is hij ook wereldtop bij de senioren. Toen hij Verweij zag bij nationale kampioenschappen langebaan en meteen vooraan meestreed, besloot Swings in februari 2010 een tweetal weken te trainen op het ijs van Thialf in Heerenveen. Hij merkte dat hij snel progressie maakte waarna in november 2010 Swings voor het eerst aantrad op het ijs, en dat gebeurde tijdens een marathonwedstrijd in Den Haag.

### Seizoen 2010/2011
Het Belgische kampioenschap allround in december 2010 was zijn eerste officiële wedstrijd op ijs. Hij won de 500, 3000 en 5000 meter, op de 1500 meter werd Swings tweede, en zodoende werd hij Belgisch kampioen allround. In zijn eerste officiële internationale wedstrijd, het EK Allround van 2011 in Collalbo, werd Swings negentiende, nadat hij zich, ondank een toptienklassering op de 1500 meter, niet kon plaatsen voor de slotafstand, de tien kilometer. Hierna volgden wereldbekerwedstrijden in Moskou en Salt Lake City. In Moskou werd Swings vierde in de B-Groep op de vijf kilometer, na een tijd van 6.31,99. In Salt Lake schaatste Swings een Belgisch record op de tien kilometer: 13.23,99. Dit was goed voor de achtste tijd in de B-Groep. Als laatste voorbereiding op de climax van het jaar, de WK Afstanden in Inzell, reed Swings in datzelfde Inzell tijdens een trainingswedstrijd een Belgisch record op het kleine vierkamp, onder meer door drie persoonlijke records. Swings sloot zijn jaar af met de vijf kilometer op die WK Afstanden, waar hij zeventiende werd.
Bart Swings won op 6 april 2011 voor de tweede maal op rij ook de trofee voor Sportverdienste van de stad Leuven. Omwille van het sterke team dat hij vormt won zijn club RSC Heverlee ook de Clubtrofee voor Sportverdienste. Zowel in het inline-skaten als op het ijs vormt Bart een team met zijn broer Maarten Swings en zijn maat Ferre Spruyt. Al jarenlang worden zij gecoacht door broer Jelle Spruyt.

### Seizoen 2011/2012
Als voorbereiding op het seizoen 2011/2012 reed Swings nog een aantal trainingswedstrijden, waar hij onder meer voor het eerst onder de 1.50 dook op de 1500 meter. Het begin van het grote werk was een reeks wereldbekerwedstrijden. Tijdens de eerste in Tsjeljabinsk reed Swings nog in de B-Groep op de vijf kilometer, maar hij promoveerde door er te winnen in een tijd van 6.25,54. Voor het eerst reed de Belg onder de 6.30. Op de 1500 meter werd hij in de B-Groep achtste. Een week later in Astana werd hij op diezelfde koningsafstand in de B-Groep vierde, en wel in een persoonlijk record van 1.49,24. Ook op de vijf reed Swings een PR (6.24,58) en hij werd er elfde mee. Bij de massastart werd Swings elfde. Weer een week later in Heerenveen stelde hij teleur op zowel de 1500 meter (elfde in de B-Groep), als op de 10.000 meter (twaalfde en tevens laatste in de A-Groep).

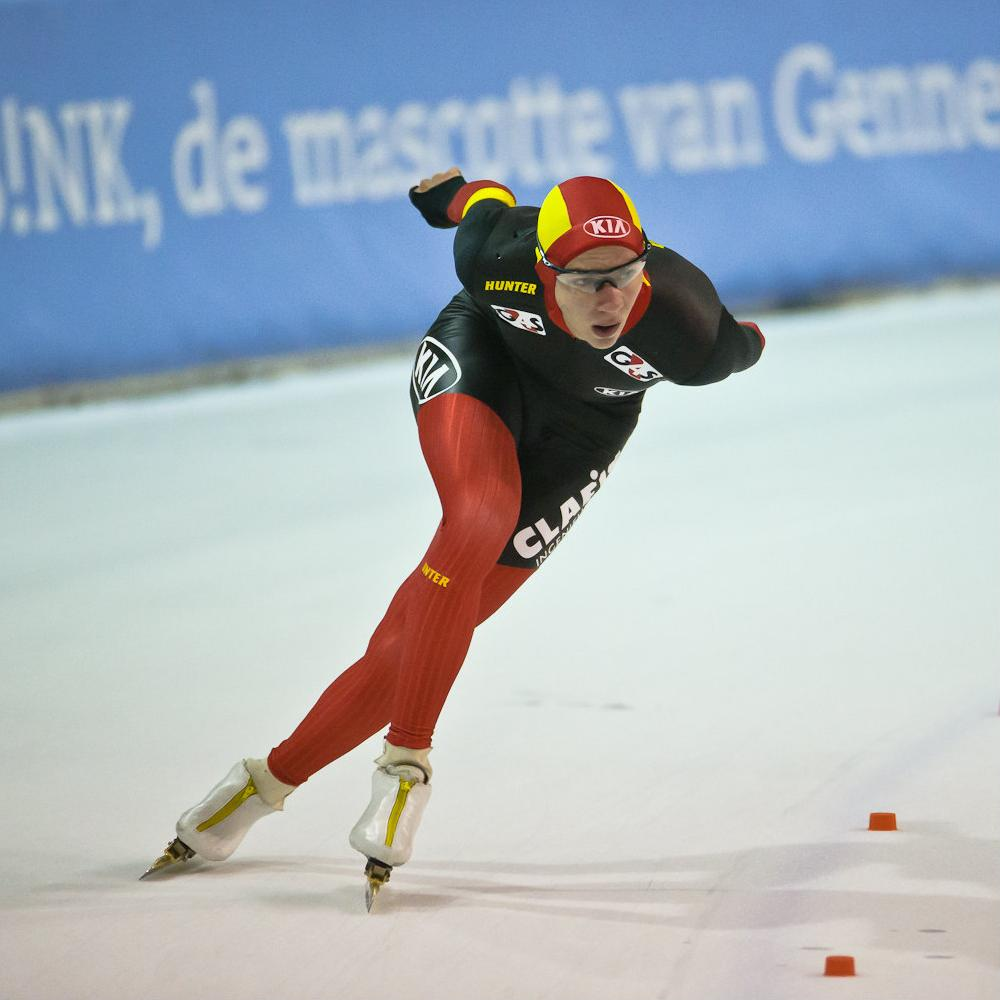
Swings (2012)

Voordat het echte seizoen in 2012 zou losbarsten, werd Swings eerst nog Belgisch kampioen allround door alle afstanden te winnen en scherpte hij het nationaal record op de drie kilometer tijdens een trainingswedstrijd in Erfurt aan tot 3.45,91. Begin januari was het EK Allround in Boedapest. Na een 25e plek op de 500 meter werd Swings negende, achtste en zevende op respectievelijk de 5000, 1500 en 10.000 meter. In het klassement eindigde hij als tiende. Tussen het EK en het WK Allround zat nog een wereldbeker in Hamar. Hij behaalde op de 1500 en de 5000 meter een topvijftienklassering in de A-Groep. Het WK Allround in Moskou begon met een PR van 37,55 op de 500 meter, hiermee werd Swings zeventiende. Op de vijf kilometer werd hij elfde. Op de 1500 meter reed Swings met 1.48,38 een nieuw Belgisch record. Hij werd tiende en plaatste zich voor de tien kilometer, waar de Belg negende werd en zodoende ook als negende eindigde in het eindklassement. Voor de WK Afstanden stonden er nog twee wereldbekers gepland. De eerste daarvan was in Heerenveen, waar Swings de Belgische records op de 1500 meter (1.47,61) en op de 10.000 meter (13.21,44) aanscherpte. Hij werd er respectievelijk achtste en vijfde in de A-Groep mee. Bij de massastart werd hij zevende. Een week later in Berlijn tijdens de wereldbekerfinale werd Swings negentiende op de 1500 en dertiende op de 5000 meter. In de eindklassementen werd Swings negentiende (1500 meter), tiende (vijf en tien kilometer), twaalfde (massastart) en veertigste in de Grand World Cup. Het toetje van het seizoen waren de WK Afstanden in Heerenveen. Op de 1500 meter werd Swings zestiende en hij behaalde een toptienklassering op de vijf kilometer, een tiende plek.
Op 10 april 2012 werd bekend dat het contract van de Nederlandse schaatscoach Otter door het Belgisch olympisch comité (BOIC) niet verlengd wordt. Vanaf seizoen 2012/2013 is Bart Veldkamp de assistent-coach van Swings en de andere Belgische schaatsers.

### Seizoen 2012/2013
Swings seizoen begon met de eerste wereldbeker in Heerenveen. Hier reed hij de vijf kilometer (tiende), de 1500 meter (elfde in een nieuw nationaal record van 1.47,46), de massastart (vierde) en reed hij, samen met Ferre Spruyt en Wannes van Praet, voor de eerst de ploegenachtervolging. Ze werden dertiende. Een week later in Kolomna reed Swings een NR op de 1500 meter, hij pakte met 1.45,77 het zilver, en ook op de 5000 meter deed hij dit. Hij bezette met 6.20,37 een tiende plek. Ook werd hij nog zevende op de massastart.
Tijdens de derde wereldbeker in Astana reed Swings opnieuw een NR, nu op de tien kilometer. Met een tijd van 13.13,16 werd hij negende. Ook reed hij weer de ploegenachtervolging, ditmaal met Spruyt en broer Maarten. Ze werden negende.
Na de eerste wereldbekerwedstrijden volgden allroundkampioenschappen. Eerst reed Swings het BK Allround. Hij won het eindklassement door alle afstanden op zijn naam te schrijven. In januari volgde het EK Allround in Heerenveen. Op de 500 meter werd Swings negentiende, dit werd echter op de vijf kilometer gecompenseerd. Hier werd de Belg vierde door voor het eerst onder de 6.20 te duiken: 6.19,13, een nieuw NR. Op de 1500 meter werd Swings opnieuw vierde en op de afsluitende tien kilometer pakte hij zelfs zijn eerste afstandsmedaille. Swings pakte brons op de tien kilometer in een nieuw NR: 13.08,08. Tussen het EK en WK Allround in zat nog een wereldbekerwedstrijd in Inzell. Hier werd Swings negende op de 1500 meter, vierde op de massastart en zesde op de vijf kilometer in opnieuw een nationaal record: 6.18,56. Op het WK Allround in Hamar hikte Swings voor het eerst echt tegen de wereldtop aan. Na een persoonlijk record van 36,73 op de 500 meter, hij werd er tiende mee, pakte de Belg het brons op de vijf kilometer en de volgende dag ook op de 1500 meter. Op de tien kilometer pakte Swings het zilver in 13.11,91, hij kwam vijf honderdste tekort om Sven Kramer te verslaan, en met een puntentotaal van 149,800 (een NR) werd Swings derde in het eindklassement. Na het WK Allround volgden er nog twee wereldbekers. In die van Erfurt werd Swings tiende op de ploegenachtervolging, in het eindklassement werden de Belgen eveneens tiende, en dertiende op de 1500 meter. De tien kilometer sloeg hij over. In de wereldbekerfinale in Heerenveen won Swings de 1500 in een nieuw NR, 1.45,50, en werd als zodanig tweede in het eindklassement. Op de vijf kilometer werd hij achtste en negende in het eindklassement. Het werd het weekend van Swings toen hij ook de massastart won en tweede werd in het eindklassement. In de Grand World Cup werd de Belg vierde.
Het voor-olympisch seizoen werd afgesloten met de WK Afstanden in Sochi. Op de 1500 meter lagen de grootste medaillekansen voor Swings, maar hij kwam niet verder dan een dertiende plaats in een tijd van 1.48,39. Op de vijf kilometer werd hij zesde met 6.23,01. De tien kilometer eindigde voor Swings in 13.19,15. Hij werd hiermee vijfde. Na dit seizoen kon Swings opmaken dat er, ondanks dat hij zich op de Olympische Spelen van 2018 richtte, medaillekansen voor hem lagen in Sochi.

### Seizoen 2013/2014
Ter voorbereiding op het olympische seizoen reed Swings een nationaal record op de 1000 meter in Inzell, 1.11,14, en op de 3000 meter in Calgary, 3.39,34. In datzelfde Calgary vond de eerste wereldbeker plaats. Op de 1000 meter werd hij 26e in de B-Groep in opnieuw een NR, 1.10,00. Hij werd na een val gediskwalificeerd op de 1500 meter, maar reed dan weer een NR op de vijf kilometer, 6.14,65. Met Spruyt en broer Maarten werd hij twaalfde op de ploegenachtervolging. Een week later in Salt Lake City reed hij na zijn twintigste plek op de 1500 meter van een week eerder in de B-Groep. Hier werd hij zesde in een nieuw Belgisch record van 1.45,23. Op de vijf kilometer reed hij ook een NR van 6.13,37. De 1000 meter sloeg hij over. Opnieuw reed Swings de team pursuit met Spruyt en Maarten. Ze werden elfde in een nieuw NR: 1.45,64. De derde wereldbeker vond plaats in Astana. Hier werd Swings veertiende in de B-Groep van de 1000 meter en derde in diezelfde B-Groep op de 1500 meter. Op de tien kilometer werd de Belg vierde. Een week later in Berlijn werd Swings zevende in de B-Groep van de 1000 meter en mocht hij weer deelnemen in de A-Groep van de 1500 meter. Hier werd hij twaalfde, op de vijf kilometer werd Swings vierde. Op 14 december 2013 won Swings de tiende marathonwedstrijd om de KPN Marathon Cup in Alkmaar, voor veteraan Jan Maarten Heideman en Ingmar Berga.In 2014 volgde het laatste grote toernooi voor de Spelen, het EK Allround. Na een twaalfde plaats op de 500 meter werd Swings derde op de vijf kilometer in 6.20. Na een zevende plek op de 1500 kon een bronzen afstandsmedaille op de tien kilometer Swings niet meer op het podium brengen, hij werd vierde. Toen volgde Spelen in Sochi
Op de Olympische Winterspelen reed Bart Swings vier afstanden. De eerste was de vijf kilometer. Hier kwam hij in de voorlaatste rit, rit twaalf, in actie tegen Jan Blokhuijsen. Blokhuijsen won de rit, maar Swings bezette met 6.17,79, zijn snelste tijd ooit op een laaglandbaan, een virtuele vierde plaats, achter de Nederlanders Sven Kramer, Blokhuijsen en Jorrit Bergmsa. In de slotrit dook niemand meer onder die tijd, waardoor Swings vierde werd. De volgende afstand was de 1000 meter. De 1.10,14 was voor Swings degelijk, het leverde echter een 23e plek op. De 1500 meter, die voor Swings dit seizoen nogal moeizaam verliep, eindigde in 1.45,95. Hij eindigde op de tiende plaats. Hoop op een medaille was er echter nog wel, aangezien de tien kilometer nog op het programma stond. Nadat Bob de Jong 13.07 had gereden, zou Swings zich in de voorlaatste rit op het podium kunnen rijden, maar de 13.13 was niet genoeg. Latere winnaar Jorrit Bergsma bleef Swings in het onderlinge duel ook voor. In de slotrit doken Sven Kramer en Lee Seung-hoon nog onder die tijd, waardoor Swings vijfde werd. Zo reed hij vier afstanden, behaalde hij tweemaal de top vijf, maar pakte hij geen medaille.
Na de Spelen stonden er nog twee wereldbekers en het WK Allround op het programma. De eerste van de twee wereldbekers vond plaats in Inzell. Hier werd de Belg vijftiende op de 1500 meter, hij sloeg de vijf kilometer over, maar werd dan wel weer tweede op de massastart. Tijdens de wereldbekerfinale in Heerenveen sloeg Swings, evenals in Inzell, de 1000 meter over, waardoor hij op deze afstand als 47e eindigde in het eindklassement. Op de 1500 meter werd hij achtste, wat hem naar een zeventiende plek in het eindklassement bracht. Op de vijf kilometer werd hij tiende, dezelfde plek als in het eindklassement van de vijf en de tien kilometer. Op de massastart werd de Belg vierde en uiteindelijk derde in het eindklassement. Met Ferre Spruyt en Maarten Swings werd hij twaalfde in het klassement van de ploegenachtervolging. In de Grand World Cup eindigde de Belg op een dertiende plaats. Tot slot stond het WK Allround in Heerenveen nog op het programma. Na een twaalfde plek op de vijf kilometer viel de vijf kilometer tegen, slechts een zevende plaats. De 1500 meter verliep, in tegenstelling tot alle andere 1500 meters van het gehele seizoen, goed. Swings werd tweede in 1.46,47, achter Denis Yuskov. Op de tien kilometer werd de Belg dan weer vierde, wat hem naar een vijfde plek in het eindklassement bracht. Aan het einde van het jaar kreeg Swings van de Belgische overheid nog een onderscheiding, het Vlaams Sportjuweel.

### Seizoen 2014/2015
Swings seizoen begon met de Belgische kampioenschappen afstanden. Hier won Swings de eerste en de tweede 500 meter en het puntentotaal van 77,25 was een Belgisch record. Ook won de Belg in Eindhoven de 1500 en de 5000 meter. Toen volgde de eerste reek wereldbekers. De eerste was in Obihiro, waar Swings 21e werd in de B-Groep van de 1000 meter, twaalfde werd op de 1500 meter, tiende op de vijf kilometer en hij pakte het brons op de massastart. Een week later in Seoul pakte Swings zijn eerste afstandsmedaille in de wereldbeker op de vijf en tien kilometer. Hij werd tweede op de 10.000 meter. Daarnaast werd de Belg nog elfde op de 1500 meter en 22e op de massastart. De 1000 meter sloeg hij over. Ook tijdens de derde wereldbeker in Berlijn was dit het geval. Hij behaalde drie top vijf plaatsen met een vierde plek op de 1500 meter, een vijfde plaats op de vijf kilometer en het brons op de massastart. Weer een week later in Heerenveen sloeg Swings weer de 1000 meter over, werd hij opnieuw vierde op de 1500 meter, maar ditmaal zevende op de vijf kilometer en elfde op de massastart.
2015 begon met het EK Allround in Tsjeljabinsk. Na een elfde plaats op de 500 meter volgde een vijfde stek op de vijf kilometer. De volgende dag pakte Swings de bronzen afstandsmedaille op zowel de 1500 meter, als op de 10.000 meter. In het eindklassement werd hij vijfde. Hierna volgden, nadat Swings nog een Belgisch record op de 2x 500 meter reed tijdens een trainingswedstrijd in Collalbo, een wereldbeker allround en sprint. De wereldbeker allround vond plaats in Hamar. Hier werd Swings achtste en vijftiende op respectievelijk de 5000 en de 1500 meter. Een week later tijdens de world cup sprint in Heerenveen reed Swings 1.11,08 tijdens de tweede 1000 meter in de B-Divisie, de eerste sloeg hij over, en hij werd er derde mee. Een week later volgden in datzelfde Heerenveen de WK Afstanden. Hier behaalde Swings verscheidene top tien plaatsen. Dat begon met een achtste plek op de 10.000 meter, gevolgd door zevende plaats op de 1500 meter. Op de zaterdag werd Swings zevende op de 5000 meter en op de zondag elfde op de massastart. Al met al niet de slechtste WK Afstanden, doch had Swings graag een topvijfnotering, misschien zelfs wel een medaille gehad. Na de WK Afstanden ging Swings naar Las Vegas om te skeeleren en zich als zodanig voor te bereiden op de WK Allround op hoogte in Calgary. Hier werd Swings, na in een trainingswedstrijd op de drie kilometer in 3.39,37 de tiende tijd ooit neer te zetten en vlak boven zijn persoonlijk record te blijven, 21e op de 500 meter in 36,70, een PR. Zijn vijf kilometer ging in 6.15 en hij werd er vijfde mee. In een Belgisch record van 1.44,18 werd de Belg vervolgens derde op de 1500 meter, en stond hij datzelfde laagste treetje op de tien kilometer in opnieuw een NR: 13.06,62. In het eindklassement eindigde hij in een nieuw Belgisch record puntentotaal van 148,299 als vierde.

### Seizoen 2015/2016
In voorbereiding op de eerste twee wereldbekers van het seizoen reed Bart Swings bij de time trials in Calgary op de 500 meter een Belgisch record van 36,46, waarmee hij alle BR's in bezit had. Tijdens de eerste wereldbeker in datzelfde Calgary openende Swings met de vijf kilometer. In een tijd van 6.14,04 snelde hij naar de vijfde plek. De volgende dag kwam hij uit in de B-Groep op de 1000 meter en met een tijd van 1.09,28 werd hij elfde in opnieuw een Belgisch record. Swings snelde in zijn laatste individuele afstand naar andermaal een nieuw Belgisch record, ditmaal op de 1500 meter: 1.42,48. Dit betekende tevens een tweede plaats in de uitslag. De massastart op het einde van de zondag leverde winst op voor de Belg. In een kopgroep versnelde hij en in de slotronde gaf hij zijn voorsprong niet meer prijs. Een week later in Salt Lake City begon hij met een vijfde plek op de 1500 meter, zijn 1.43,81 was ruim een seconde langzamer dan zijn schaatsmijl in Calgary. Op de tien kilometer verbeterde hij zich wel weer. Hij schaatste naar een Belgisch record van 12.57,31 en werd daarmee vijfde. Tevens was hij de eerste Belg die onder de 13 minuten uitkwam. Hij sloot het weekend af met een derde plek op de massastart. Op 19 januari 2016 eindigde Swings als derde achter regionale favoriet Gary Hekman in de eerste Nederlandse schaatsmarathon op natuurijs in drie jaar.

### Seizoen 2016/2017
Sinds dit seizoen maakt Swings deel uit van Team Victorie met trainer/coach Desly Hill en assistent Jelle Spruyt. Hoogtepunt is de tweede plek op het EK Allround in Thialf achter Kramer. Hierna stopt de schaatsploeg vanwege het uitblijven van een (hoofd)sponsor, waarna Swings zich aansluit bij de Noorse selectie met Pedersen, Spiler Nielsen, Henriksen en Bøkko.

### Seizoen 2017/2018
Dit seizoen stond in het teken van de Olympische Winterspelen in PyeongChang waar Swings de zilveren medaille won op het gloednieuwe onderdeel massastart. Verder eindigde hij tweemaal als zesde op de 1500 en 5000 meter en achtste op de 10 kilometer. Op het WK Allround in Amsterdam eindigde hij als vijfde.

### Seizoen 2018/2019
Voor het eerst in 19 jaar, toen Veldkamp won in 1999 in Innsbruck, won een Belgische langebaanschaatser een wereldbekerwedstrijd op de lange afstanden; op de 5000 meter won Swings bij de tweede wereldbekerwedstrijd in Tomakomai. Het was zijn zesde zege; in 2013 won hij een 1500 meter en viermaal een massastart. Vanwege afmeldingen mocht hij starten in de A-groep en zette hij in de eerste rit de tijd stil op 6.34,85.

### Seizoen 2019/2020

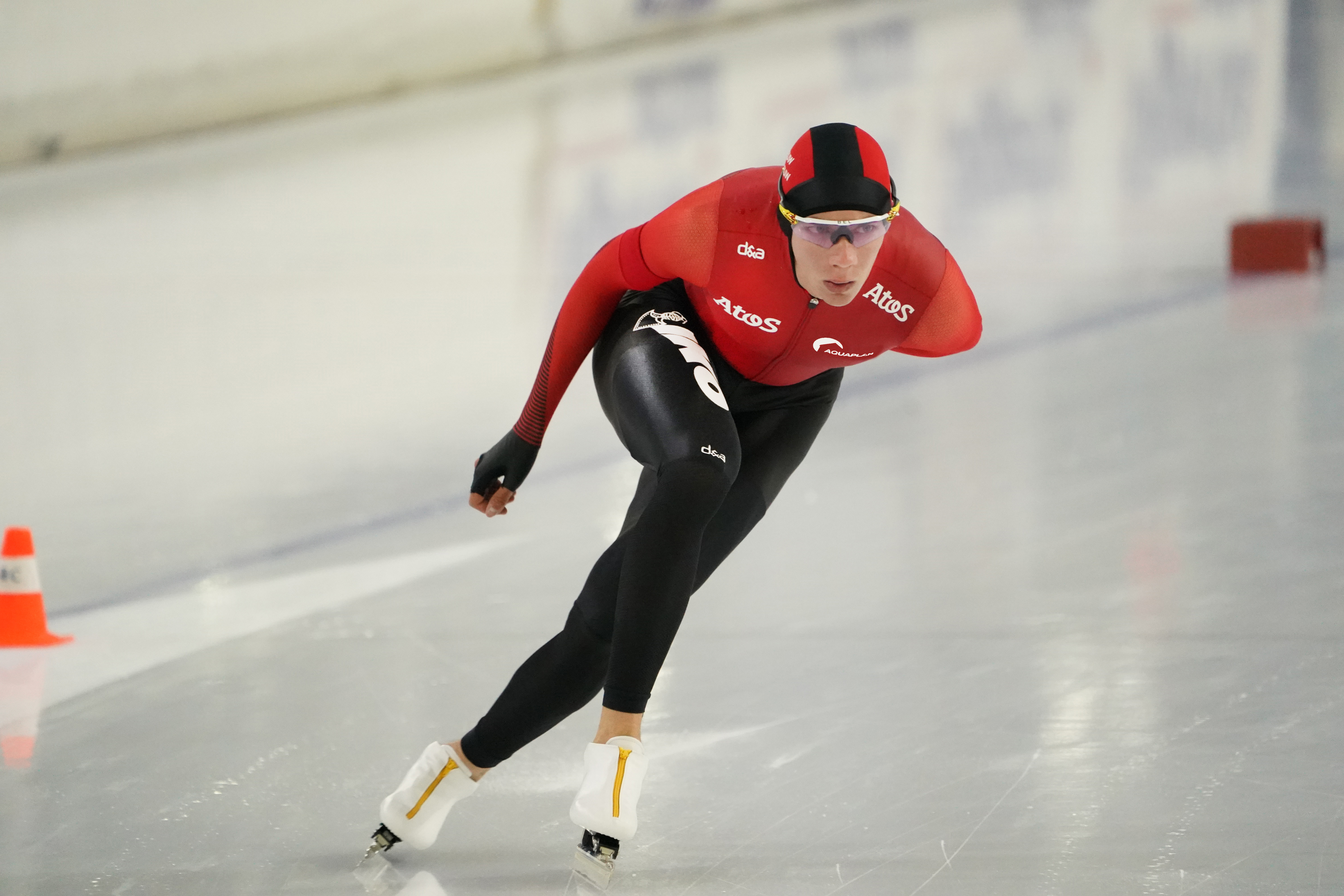
Swings (2020)

Op 19 oktober 2019 won Swings in Amsterdam de eerste schaatsmarathon van het seizoen in de Nederlandse KPN-competitie. In de Wereldbekers van eind 2019 haalde hij zijn beste resultaten in de massastart met een vierde plaats in Wit-Russische Minsk, een vijfde plaats in het Poolse Tomaszow Mazowiecki en een derde plaats in het Japanse Nagano.
Begin januari 2020 werd Swings derde in een schaatsmarathon in Heerenveen nadat hij de aanval van zijn ploegmaat en latere winnaar Jorrit Bergsma had beschermd. Half januari werd Swings Europees Kampioen op de massastart in Heerenveen. Het was zijn eerste titel op het ijs. In maart eindigde Swings het schaatsseizoen met een Wereldbeker eindzege in de discipline massastart, na een tweede plaats in de laatste wereldbekermanche in Heerenveen.

### Seizoen 2020/2021
Begin oktober 2020 begon Swings zijn schaatsseizoen met een derde plaats in tweede race van de Nederlandse massastartcompetitie. Door de COVID19 pandemie werden verder de meeste wedstrijden geannuleerd. Pas begin 2020 werden in vijf weken zonder publiek vier competities afgewerkt in Heerenveen: het EK allround, twee wereldbekers en het WK afstanden. Swings sloot het EK allround af op de zesde plaats. Hij werd wereldbekerwinnaar op de massastart en haalde een bronzen WK-medaille op dezelfde discipline.

### Seizoen 2021/2022
Eind oktober 2021 werd Swings in Enschede derde in een schaatsmarathon in de competitie voor de KNSB Cup. Hij won de sprint van het peloton. Begin december op de wereldbekermanche van Salt Lake City won Swings goud op de massastart. Een week later op de wereldbekermanche van Calgary haalde hij zilver in dezelfde discipline.
Begin januari 2022 maakte Swings zijn favorietenrol waar door zijn tweede Europese titel te halen in de massastart op het EK Schaatsen in Heerenveen. Een maand later werd hij Olympisch kampioen in de massastart op de Olympische Winterspelen in Peking. Tijdens de hele wedstrijd sloeg hij praktisch alleen de ene na de andere aanval af om uiteindelijk in de sprint te winnen. Zijn Olympische gouden medaille wordt beschouwd als de kroon op zijn carrière. Zijn andere Olympische resultaten in het snelschaatsen waren dertiende op de 1500 m, zevende op de 5000 m en tiende op de 10.000 m.
Begin maart 2022 in Noorwegen haalde Swings voor de tweede keer in zijn carrière brons op het WK Allround. Op 12 maart pakte hij uit met een tweede plaats op de 5.000 meter in de laatste wereldbekermanche in Heerenveen. Een dag later sloot Swings zijn schaatsseizoen in schoonheid af door afgetekend de massastart te winnen.

### Seizoen 2022/2023
Op 19 februari 2023 haalde Swings in het Poolse Tomaszow Mazowiecki voor de vijfde keer de eindwinst in de Wereldbeker massastart.
Op 4 maart 2023 werd Swings wereldkampioen op de massastart. Het was de laatste titel in die discipline die nog ontbrak aan zijn palmares. Verdere resultaten op het wereldkampioenschap in Heerenveen waren een bronzen medaille op de 5.000 meter en een zesde plaats op 1.500 meter.

### Seizoen 2023/2024
Op 17 februari 2024 wist Swings zijn wereldtitel op de massastart te verlengen op de Wereldkampioenschappen schaatsen afstanden in Calgary, Canada. Alle andere deelnemers keken naar hem om elke aanval te pareren, wat hij ook telkens deed en in een finale inhaalmanoeuvre met een sprint goud binnenhaalde. Het bracht de NOS-verslaggever tot de bevleugelde woorden: "Wat is die gozer sterk!".

### Seizoen 2024/2025
Op 15 februari 2025 haalde Swings een bronzen medaille op de massastart van de Wereldkampioenschappen schaatsen afstanden in het Noorse Hamar, ondanks een knieblessure.

## Sportcentrum Bart Swings
In 2018 werd Bart Swings Ereburger van zijn thuisgemeente Herent. Tijdens het volksfeest in Zaal Den Ouden Tijd werd bekendgemaakt dat het in aanbouw zijnde sportcentrum aan de Kouterstraat in Herent de naam "Sportcentrum Bart Swings" zou krijgen. Medio 2021 ging het sportcentrum officieel open.
In dit sportcentrum bevinden zich verschillende sportfaciliteiten:
- Grote indoor sporthal
- Volledig ingerichte gymhal
- Brasserie Bar Swings
- Een skatepark
- Een verharde pumptrack
- Twee beachvolleyvelden
- Een 3X3-basketbalterrein
- Een barpark voor krachttraining

Na zijn Olympische titel op de massastart (OS Beijing 2022) volgde een nieuw volksfeest aan Sportcentrum Bart Swings. Maar liefst 2500 supporters kwamen de memorabele prestatie van Bart mee vieren in Herent. Na Ivo Van Damme in 1976 is Bart de 2de inwoner van de gemeente die 2 Olympische titels naar zijn geboortedorp bracht. Ook naar Ivo Van Damme is in Veltem-Beisem een sportcentrum genoemd (Sportcentrum Ivo Van Damme).
In 2022 werd Bart Swings Ereburger van zijn thuisgemeente Haacht.

## Resultaten

### Schaatsen
| Jaar | BK Afstanden            | BK Allround                                 | EK Allround                                                  | EK Afstanden                        | WK Allround                                                | WK Afstanden                                    | Olympische Spelen                                | Wereldbeker |
| ---- | ----------------------- | ------------------------------------------- | ------------------------------------------------------------ | ----------------------------------- | ---------------------------------------------------------- | ----------------------------------------------- | ------------------------------------------------ | --- |
| 2011 |                         | Allround · 500 m · 3000 m · 1500 m · 5000 m | 19e Allround 26e 500 m 12e 5000 m 9e 1500 m nc 10.000 m      |                                     |                                                            | 17e 5000 m                                      |                                                  | 34e 5000 m / 10.000 m (-, -, -*, 4eB, 8e*B, -) |
| 2012 |                         | Allround · 500 m · 3000 m · 1500 m · 5000 m | 10e Allround 25e 500 m 9e 5000 m 8e 1500 m 7e 10.000 m       |                                     | 9e Allround 17e 500 m 11e 5000 m 10e 1500 m 9e 10.000 m    | 16e 1500 m 10e 5000 m                           |                                                  | 19e 1500 m (8eB, 4eB, 11eB, 14e, 8e, 19e) 10e 5000 m / 10.000 m (1eB, 11e, 12e*, 8e, 5e*, 13e) 12e Massastart (11e, 7e, -) 40e Grand World Cup                                                                |
| 2013 |                         | Allround · 500 m · 3000 m · 1500 m · 5000 m | 5e Allround · 19e 500 m · 4e 5000 m · 4e 1500 m · 10.000 m · |                                     | Allround · 10e 500 m · 5000 m · 1500 m · 10.000 m          | 13e 1500 m 6e 5000 m 5e 10.000 m                |                                                  | · 1500 m (11e, , 9e, 9e, 13e, ) · 9e 5000 m / 10.000 m (10e, 10e, 9e*, 6e, -*, 8e) · Massastart (4e, 7e, 4e, ) · 10e Pursuit (13e, 9e, 10e) · 4e Grand World Cup                                              |
| 2014 |                         |                                             | 4e Allround · 12e 500 m · 5000 m · 7e 1500 m · 10.000 m ·    |                                     | 5e Allround · 12e 500 m · 7e 5000 m · 1500 m · 4e 10.000 m |                                                 | 23e 1000 m 10e 1500 m 4e 5000 m 5e 10.000 m      | 47e 1000 m (26eB, -, 14eB, 7eB, -, -) · 17e 1500 m (20e, 6eB, 3eB, 12e, 15e, 8e) · 10e 5000 m / 10.000 m (10e, 10e, 4e*, 4e, -, 10e) · Massastart (, 4e) · 12e Pursuit (12e, 11e, -, -) · 13e Grand World Cup |
| 2015 | 500 m · 1500 m · 5000 m |                                             | 5e Allround · 11e 500 m · 5e 5000 m · 1500 m · 10.000 m ·    |                                     | 4e Allround · 21e 500 m · 5e 5000 m · 1500 m · 10.000 m    | 7e 1500 m 9e 5000 m 8e 10.000 m 11e Massastart  |                                                  | 35e 1000 m (21eB, -, -, -, -, 3eB, -) · 7e 1500 m (12e, 11e, 4e, 4e, 15e, ) · 6e 5000 m / 10.000 m (10e, *, 5e, 7e, 8e, 4e) · Massastart (, 22e, , 11e, , ) · Grand World Cup                                 |
| 2016 |                         |                                             | Allround · 9e 500 m · 5000 m · 1500 m · 10.000 m ·           |                                     | DQ Allround 11e 500 m dq 5000 m 5e 1500 m nc 10.000 m      | 4e 1500 m 7e 5000 m 11e 10.000 m 20e Massastart |                                                  | 57e 1000 m (11eB, -, -, -, -, 11eB, - ) · 4e 1500 m (, 5e, -, 5e, , ) · 6e 5000 m / 10.000 m (5e, 5e*, -, , 6e, 6e) · Massastart (, , -, 4e, ) · Grand World Cup                                              |
| 2017 |                         |                                             | Allround · 15e 500 m · 5e 5000 m · 5e 1500 m · 10.000 m ·    |                                     | 5e Allround · 16e 500 m · 6e 5000 m · 6e 1500 m · 10.000 m | 9e 1500 m 9e 5000 m 8e Massastart               |                                                  | |
| 2018 |                         |                                             |                                                              |                                     | 5e Allround 14e 500 m 7e 5000 m 4e 1500 m 4e 10.000 m      |                                                 | 6e 1500 m · 6e 5000 m · 8e 10.000 m · Massastart | |
| 2019 |                         |                                             |                                                              |                                     | NC12 Allround 12e 500 m 13e 5000 m 7e 1500 m - 10.000 m    | 11e 1500 m 15e 5000 m 11e Massastart            |                                                  | |
| 2020 |                         |                                             |                                                              | 8e 1500 m · 10e 5000 m · Massastart | NC10 Allround 15e 500 m 11e 5000 m 6e 1500 m - 10.000 m    | 15e 1500 m 15e Massastart                       |                                                  | |
| 2021 |                         |                                             |                                                              |                                     |                                                            | 7e 1500 m · 8e 5000 m · Massastart              |                                                  | |
| 2022 |                         |                                             |                                                              | 1500 m 4e 5000 m Massastart         | Allround · 11e 500 m · 6e 5000 m · 1500 m · 10.000 m       |                                                 | 13e 1500 m · 7e 5000 m · 10e 10.000 m Massastart | |
| 2023 |                         |                                             |                                                              |                                     |                                                            | Massastart                                      |                                                  | |
| 2024 |                         |                                             |                                                              | Massastart                          |                                                            | Massastart                                      |                                                  | |

nc = niet geplaatst, * = 10.000 meter, B = B-Divisie

#### Medaillespiegel schaatsen
| Kampioenschap                                    | Deelnames | Goud | Zilver | Brons |
| ------------------------------------------------ | --------- | ---- | ------ | ----- |
| BK Afstanden                                     | 3         | 3    | –      | –     |
| WK Afstanden                                     | 14        | –    | –      | 1     |
| OS Afstanden                                     | 4         | 1    | 1      | –     |
| BK Allround Eindklassement BK Allround Afstanden | 312       | 311  | –1     | –     |
| EK Allround Eindklassement EK Allround Afstanden | 623       | –1   | 2      | –6    |
| WK Allround Eindklassement WK Allround Afstanden | 836       | –1   | –3     | 25    |
| Wereldbeker Eindklassement Wereldbeker Afstanden | 2688      | –5   | 5      | 17    |

### Inline-skaten

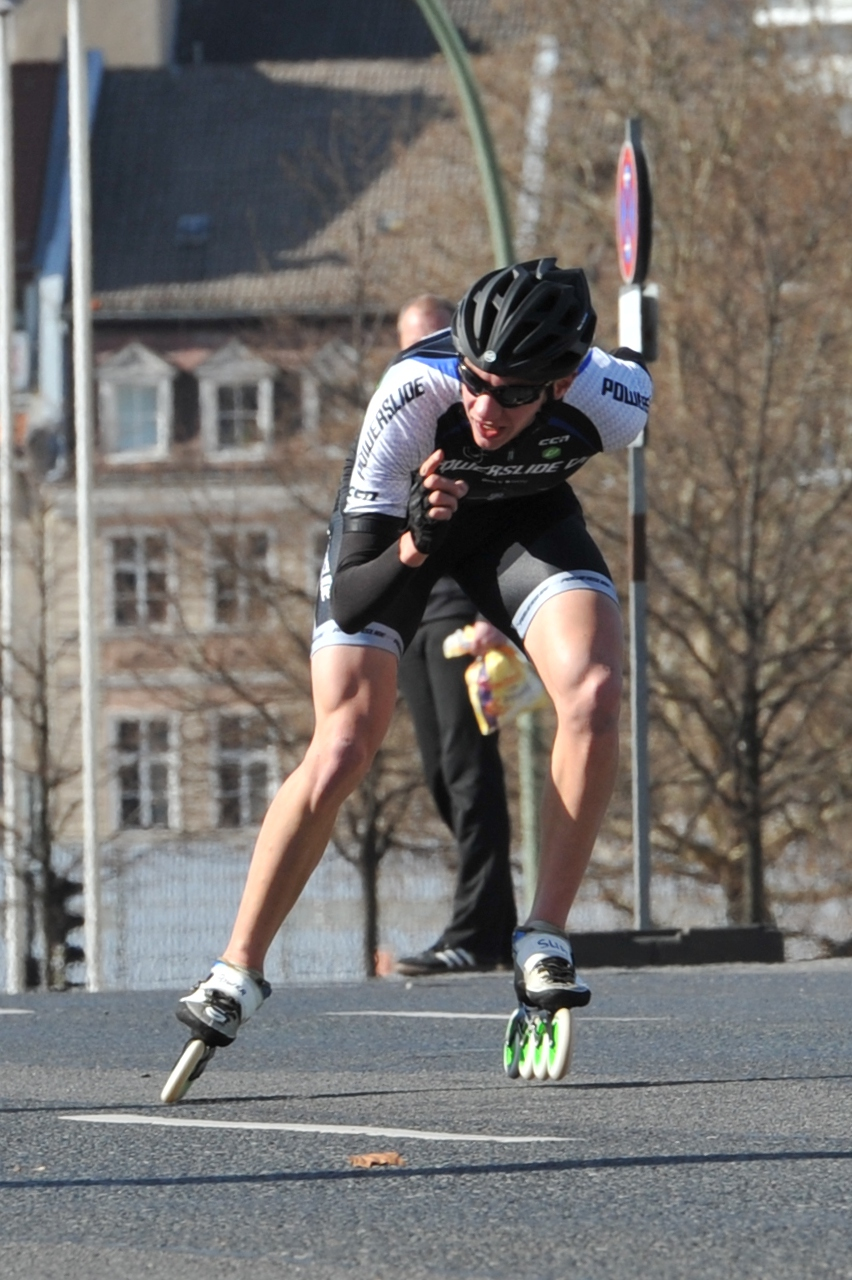
Bart Swings 2012

| Jaar | EK 500 m | EK 10 km | EK 15 km | EK S 1 km | EK A 10 km | EK A 15 km | EK A 20 km | EK P 10 km | EK M   |  | WK 1 km | WK 10 km | WK A 10 km | WK A 15 km | WK A 20 km | WK P 10 km | WK PA 3 km | WK PA 5 km | WK PA 10 km | WK M  |
| ---- | -------- | -------- | -------- | --------- | ---------- | ---------- | ---------- | ---------- | ------ |  | ------- | -------- | ---------- | ---------- | ---------- | ---------- | ---------- | ---------- | ----------- | ----- |
| 2009 |          |          |          |           |            |            |            |            |        |  |         |          |            |            | Zilver     | Goud       |            |            |             |       |
| 2010 |          |          |          |           |            |            |            |            |        |  |         |          |            | Zilver     | Goud       | Goud       |            |            | Zilver      | Brons |
| 2011 |          | Goud     |          | Goud      |            | Goud       |            | Goud       |        |  |         | Zilver   | Goud       | Zilver     | Zilver     | Goud       | Brons      | Brons      |             |       |
| 2012 | Goud     |          | Brons    |           |            |            |            |            |        |  |         |          | Brons      | Goud       | Brons      |            |            | Goud       | Zilver      | Goud  |
| 2013 |          |          |          |           |            |            |            |            | Goud   |  | Goud    |          |            |            |            | Goud       | Goud       |            | Goud        | Brons |
| 2014 |          |          |          | Goud      |            |            |            | Brons      |        |  |         |          |            |            |            |            |            |            |             |       |
| 2015 |          | Goud     |          | Goud      |            | Zilver     | Zilver     | Zilver     | Goud   |  |         |          |            |            |            |            |            |            |             |       |
| 2016 |          |          | Goud     |           |            |            |            |            |        |  |         |          |            |            |            |            |            |            |             |       |
| 2018 |          |          |          |           |            |            |            |            | Goud   |  |         | Brons    | Zilver     | Brons      | Goud       |            |            |            |             |       |
| 2022 |          | Brons    |          |           | Goud       | Goud       |            | Goud       | Zilver |  |         |          |            |            |            |            |            |            |             |       |
| 2023 |          |          |          |           |            |            |            |            |        |  | Goud    |          | Zilver     | Goud       |            | Goud       |            |            | Brons       | Goud  |

S = Sprint, A = Afvalling, P = Puntenkoers, PA = Puntenafvalling, M = Marathon

#### Medaillespiegel inline-skaten
| Kampioenschap          | Goud | Zilver | Brons |
| ---------------------- | ---- | ------ | ----- |
| Wereldkampioenschap    | 17   | 9      | 9     |
| Europees Kampioenschap | 15   | 4      | 3     |

## Persoonlijke records

### Schaatsen
| Afstand         | Tijd     | Datum            | Kampioenschap             | Baan           | Opmerking                                          |
| --------------- | -------- | ---------------- | ------------------------- | -------------- | -------------------------------------------------- |
| 500 meter       | 36,36    | 9 maart 2024     | WK Allround               | Inzell         | ex-Belgisch record                                 |
| 1000 meter      | 1.09,28  | 14 november 2015 | Wereldbeker 1 - 2015-2016 | Calgary        | ex-Belgisch record                                 |
| 1500 meter      | 1.42,48  | 15 november 2015 | Wereldbeker 1 - 2015-2016 | Calgary        | Belgisch record                                    |
| 3000 meter      | 3.36,98  | 19 december 2020 | Trainingswedstrijd        | Heerenveen     | [ 21 ]                                             |
| 5000 meter      | 6.08,76  | 3 december 2021  | Wereldbeker 3 - 2021-2022 | Salt Lake City | Belgisch record                                    |
| 10.000 meter    | 12.53,86 | 25 januari 2025  | Wereldbeker 3 - 2024-2025 | Calgary        | Belgisch record                                    |
| Team Pursuit    | 3.40,79  | 2 februari 2025  | Wereldbeker 4 - 2024-2025 | Milwaukee      | Belgisch record, met Indra Médard en Jason Suttels |
| Kleine Vierkamp | 154,152  | 4-5 maart 2011   | Trainingswedstrijd        | Inzell         | Belgisch record                                    |
| Grote Vierkamp  | 148,299  | 7-8 maart 2015   | WK Allround 2015          | Calgary        | Belgisch record                                    |
| 2x 500 meter    | 75,300   | 23 januari 2015  | Trainingswedstrijd        | Collalbo       | Belgisch record                                    |
| Snelste Ronde   | 25,49    | 15 november 2015 | Wereldbeker 1 - 2015-2016 | Calgary        | Belgisch record, tijdens 1500 meter                |

### Inline-skaten
| Onderdeel  | Prestatie | Datum    | Plaats           | Opmerking       |
| ---------- | --------- | -------- | ---------------- | --------------- |
| 1000 m     | 1.21,712  | WK 2010  | Guarne, Colombia | Belgisch record |
| 1500 m     | 2.08,384  | Training | Zandvoorde       | Belgisch record |
| 10.000 m   | 14.41,425 | WK 2009  | Haining, China   | Belgisch record |
| 15000 m    | 22.34,128 | EK 2009  | Oostende         | Belgisch record |
| 20.000 m A | 28.12,000 | WK 2012  | San Benedetto    | Belgisch record |

## Onderscheidingen
- 2014: Vlaams Sportjuweel
- 2023: Nationale trofee voor sportverdienste[22]

Hoewel Swings veelvuldig werd genomineerd voor de prijs van Sportman van het jaar, kon hij deze prijs nog niet verzilveren.

## Privé
- Bart Swings studeert voor burgerlijk ingenieur aan de KU Leuven sinds 2009. Hij is masterstudent elektrotechniek, optie elektronica en geïntegreerde schakelingen. Swings moet enkel nog zijn thesis afwerken om af te studeren.[28]
- Zijn broer Maarten was ook professioneel inline-skater en langebaanschaatser tot 2015.

2018: Lee Seung-hoon ·
2022: Bart Swings
1982 Annie Lambrechts · 1983 Eddy Annys · 1984 Ingrid Berghmans · 1985 niet uitgereikt · 1986 William Van Dijck · 1987 Wim Van Belleghem · 1988 Robert Van de Walle · 1989 niet uitgereikt · 1990 Ulla Werbrouck · 1991 Sabine Appelmans · 1992 Annelies Bredael · 1993 Gella Vandecaveye · 1994 Brigitte Becue · 1995 Fred Deburghgraeve · 1996 Luc Van Lierde · 1997 Stefan Everts · 1998 Sven Nys · 1999 Marleen Renders · 2000 Filip Meirhaeghe · 2001 Kim Clijsters · 2002 Kim Gevaert · 2003 Benny Vansteelant · 2004 Gino De Keersmaeker · 2005 Kathleen Smet · 2006 Tia Hellebaut · 2007 estafetteploeg 4x100m dames · 2008 Kenny De Ketele · 2009 Tom Goegebuer · 2010 Cédric Van Branteghem · 2011 Evi Van Acker · 2012 Hans Van Alphen and Marieke Vervoort · 2013 Frederik Van Lierde · 2014 Bart Swings · 2015 Jaouad Achab · 2016 Peter Genyn · 2017 Seppe Smits · 2018 Nina Derwael · 2019 Emma Meesseman · 2020 niet uitgereikt · 2021 Belgische hockeyploeg (mannen) · 2022 Remco Evenepoel  · 2023 Lotte Kopecky
1928 Louis Crooy en Victor Groenen · 1929 Georges Ronsse · 1930 Hyacinthe Roosen · 1931 René Milhoux en Jules Tacheny · 1933 Jef Scherens · 1934 Union Sint-Gillis · 1935 Arnold de Looz-Corswarem · 1936 Ernest Demuyter · 1937 Joseph Mostert · 1938 Hubert Carton de Wiart · 1939 Henry de Menten de Horne · 1940 Fernande Caroen · 1941 Jan Guilini · 1942 Pol Braekman · 1943 Albert de Ligne · 1944 niet toegekend · 1945 vliegend personeel van de Belgische sectie van de Royal Air Force · 1946 Gaston Reiff · 1947 Micheline Lannoy en Pierre Baugniet · 1948 Etienne Gailly · 1949 Feru Moulin · 1950 Briek Schotte · 1951 Johny Claes en Jacques Ickx · 1952 André Noyelle · 1953 bemanning van het jacht Omoo (zeilsport) · 1954 Adolf Verschueren · 1955 Roger Moens · 1956 Gilberte Thirion · 1957 Jacky Brichant en Philippe Washer · 1958 René Baeten · 1959 Belgische hockeyploeg bij de mannen · 1960 Flory Van Donck · 1961 Rik Van Looy · 1962 Gaston Roelants · 1963 Aureel Vandendriessche · 1964 Joël Robert · 1965 Eerste Jachtwing van de Belgische Luchtmacht · 1966 Raymond Ceulemans · 1967 Ferdinand Bracke en Eddy Merckx · 1968 Jacky Ickx · 1969 Serge Reding · 1970 Freddy Herbrand · 1971 Miel Puttemans · 1972 Karel Lismont · 1973 Roger De Coster · 1974 Paul Van Himst · 1975 Jean-Pierre Burny · 1976 Ivo Van Damme · 1977 Gaston Rahier · 1978 RSC Anderlecht · 1979 Robert Van de Walle · 1980 Belgische voetbalploeg bij de mannen · 1981 Annie Lambrechts · 1982 Ingrid Berghmans · 1983 Eddy Annys · 1984 André Malherbe · 1985 niet toegekend · 1986 William Van Dijck · 1987 Ingrid Lempereur · 1988 Eric Geboers · 1989 Michel Preud'homme · 1990 Jan Ceulemans · 1991 Jean-Michel Saive · 1992 Annelies Bredael · 1993 Vincent Rousseau · 1994 Brigitte Becue · 1995 Frédérik Deburghgraeve · 1996 Johan Museeuw · 1997 Luc Van Lierde · 1998 Ulla Werbrouck · 1999 Gella Vandecaveye · 2000 Joël Smets · 2001 Kim Clijsters en Justine Henin · 2002 Marc Wilmots · 2003 Stefan Everts · 2004 Axel Merckx · 2005 Tom Boonen · 2006 Kim Gevaert en Tia Hellebaut · 2007 4x100m-estafetteploeg voor vrouwen · 2008 niet toegekend · 2009 Philippe Gilbert · 2010 Philippe Le Jeune · 2011 Kevin Borlée · 2012 Evi Van Acker · 2013 Frederik Van Lierde · 2014 Daniel Van Buyten · 2015 4x400m-estafetteploeg voor mannen · 2016 Nafissatou Thiam · 2017 David Goffin · 2018 Nina Derwael · 2019 Belgische hockeyploeg bij de mannen · 2020 Wout van Aert · 2021 Bashir Abdi · 2022 Remco Evenepoel · 2023 Bart Swings · 2024 Lotte Kopecky
Team IKO
Joy Beune · Stijn van de Bunt · Mats van den Bos · Sebas Diniz · Michelle de Jong · Pien Hersman · Marten Liiv · Dai Dai N'tab · Jesse Speijers · Bart Swings · Kayo Vos
Coach: Erwin ten Hove · Martin ten Hove · Erik Bouwman